# 志村けんの激ウマ列島
『志村けんの激ウマ列島』（しむらけんのげきウマれっとう）は、「志村けんの南国美女探し」同様、テレビ朝日系『サンデープレゼント』＋『日曜ワイド』枠で1999年から2015年まで放送されたシリーズ企画の紀行バラエティ番組。
1999年12月26日に『志村けんの絶対にこれがウマイ!』のタイトルで放送され、その後タイトルを『志村けんの激ウマ列島』と改め年1〜2回ペースで放送。後年は『志村けんの激ウマ列島ふれあい旅』と改題して放送し、2015年3月15日放送の第17弾まで放送された。2016年以降は、「健康」に重点を置いた特番『志村けん聞録』に衣替えし、2019年まで放送された。

## 概要
志村けんが上島竜兵（ダチョウ倶楽部）や女性タレントと日本各地（1回につき1～2ヶ所）を巡り、現地の人と交流しつつ、ご当地グルメを堪能する。

## 出演者
- 志村けん
- 上島竜兵（ダチョウ倶楽部）
- 女性タレント

ナレーション
- 真地勇志

## 過去シリーズ
| 放送 | サブタイトル                                      | ロケ地          | 主な行き先                                   | 放送日                                                               | ゲスト                   |
| ---- | ------------------------------------------------- | --------------- | -------------------------------------------- | -------------------------------------------------------------------- | ------------------------ |
| 1    | 縦断                                              | 福島県          | 福島・喜多方                                 | 1999年12月26日（日）                                                 | 村田和美                 |
| 2    | 縦断II 湯けむり秘伝の味 スペシャル                |                 |                                              | 2000年9月10日（日）14:00～15:25                                      | 村田和美                 |
| 3    |                                                   |                 |                                              | 2001年4月25日（水）                                                  |                          |
| 4    |                                                   |                 |                                              | 2001年11月25日（日）                                                 |                          |
| 5    |                                                   | 宮城県          | 女川                                         | 2002年9月22日（日）                                                  | 矢部美佳                 |
| 6    | 初夏の北海道絶景ＳＰ 花盛りの礼文島!!             | 北海道          | 礼文島                                       | 2003年7月6日（日）14:00～15:25                                       | 仲根かすみ               |
| 7    | 湯けむり秘伝の味スペシャル                        | 静岡県 岩手県   | 駿河湾ほか 遠野市ほか                        | 2004年8月8日（日）                                                   | 川村ひかる 森ひろこ      |
| 8    | 初夏の能登半島 食べつくし &昔懐かし山里ふれあい旅 | 石川県 新潟県   | 能登半島                                     | 2005年7月10日（日）15:30～17:25 （2010年1月31日/4月3日台湾國興衛視） | 井上和香 吉岡美穂        |
| 9    |                                                   | 青森県          | 津軽地方                                     | 2006年3月5日（日）15:30～17:25 （2010年2月18日台湾國興衛視）         | 吉岡美穂 小林恵美        |
| 10   |                                                   | 京都府          | 丹後半島                                     | 2007年5月20日（日）14:00～15:55 （2010年3月13日台湾國興衛視）        | 小林恵美 森下千里        |
| 11   |                                                   | 福島県          |                                              | 2008年8月24日（日）14:00～15:55 （2010年3月20日台湾國興衛視）        | 小林恵美 小阪由佳        |
| 12   |                                                   | 島根県          | 出雲地方                                     | 2009年12月13日（日）14:00～15:55                                     | 小林恵美 みひろ          |
| 13   | 冬の山形！ あったか人情と ホカホカ特選鍋          | 山形県          |                                              | 2010年12月12日（日）14:00～15:55                                     | みひろ 手島優 磯山さやか |
| 14   | 春の九州新幹線縦断の旅                            | 熊本県 鹿児島県 |                                              | 2012年3月25日（日）14:00～15:25                                      | みひろ 原幹恵            |
| 15   | 早春の富山！ 豪快海の幸・山の幸 豪雪の世界遺産    | 富山県          |                                              | 2013年3月17日（日）14:00～15:25                                      | みひろ 多岐川華子        |
| 16   | あったか人情道中 in みちのく青森                  | 青森県          | 三八地方 （八戸市、三戸町、 田子町、新郷村） | 2014年3月15日（土）10:00～11:45                                      | 多岐川華子 尾崎ナナ      |
| 17   | 早春の西伊豆 ぽっかぽっか満喫旅                   | 静岡県          | 伊豆半島 （西伊豆、駿河湾他）                | 2015年3月15日（日）13:55～15:20                                      | 多岐川華子 高嶋香帆      |

## スタッフ
第16弾(2014年3月15日放送分)
- 構成：守谷武己
- カメラ：岸副実典、滝瀬和彦
- 照明：堀内正彦（第13弾はVE担当）
- 音声：下田由紀
- 編集：堀内雅也
- MA：玉田良太
- 編成：吉村周・柳井寛史（2人共テレビ朝日）
- 宣伝：高橋夏子（テレビ朝日、以前は広報と表記）
- デスク：小林裕美子（テレビ朝日）
- 技術協力：テクノマックス、e-naスタジオ
- 協力：三戸町、田子町、新郷村、八戸市観光課
- 企画協力：イザワオフィス
- 音効：石川きよし（石川清）
- AD：森義久
- ディレクター：五條ゆかり、桂田いちこ（第12弾はディレクター、第13弾はAD）
- 演出：植木善晴（植木商店、第12弾はPのみ）
- プロデューサー：冨澤有人（テレビ朝日）、天野貴幸（植木商店）
- ゼネラルプロデューサー：藤井智久（テレビ朝日、第12弾以降はGP、それまではP）
- 制作：テレビ朝日、植木商店

### 過去のスタッフ
- 構成：飯田誠一（第12,13弾）
- プロデューサー：鈴木忠親（テレビ朝日、第12,13弾）、吉岡賢治郎（植木商店）
- ディレクター：岡田高治（第12弾）
- 制作：卯屋智美（第12弾）
- カメラ：増渕勝彦（第12弾）、吉田和雄（第13弾）
- 編集：庄司裕幸（第12弾）、太田健二（第13弾）
- MA：武田明資（第12弾）
- 広報：吉原智美（テレビ朝日、第11弾）
- 協力
  - 第12弾：ヴィジュアル・ベイ、フラワー観光、松江市、出雲市、雲南市、しまね和牛肉ブランド確立推進委員会
  - 第13弾：庄内空港ビル、八千代観光バス、新庄タクシー、山形県漁業協同組合由良支所、鼠ヶ関港鮮魚センター、鮭川村、鶴岡市